# Jean-Baptiste Drouet
Jean-Baptiste Drouet, Conde de Erlon (Reims, 29 de Julho de 1765 - Paris, 25 de Janeiro de 1844) foi um militar francês que participou na Revolução Francesa e nas Guerras Napoleónicas. General em 1799, passou ao posto de Marechal de França em 1843. Foi governador-geral da Argélia e Napoleão Bonaparte deu-lhe o título de conde de Erlon em 1809.

## Juventude
D'Erlon nasceu em Reims em 29 de julho de 1765. Seu pai e avô eram carpinteiros e ele treinou ser chaveiro.

## As guerras revolucionária
D'Erlon entrou no exército como soldado raso em 1782, foi dispensado após cinco anos de serviço e voltou em 1792. Em 1792 ele serviu como cabo no exército pré-revolucionário, sendo eleito capitão do ano seguinte.[citação necessária]
De 1794 a 1796 ele foi ajudante de campo do General Lefebvre. Em 1799 foi promovido a general de brigada e lutou sob o comando de André Masséna na Suíça. No mesmo ano, ele se destacou na Segunda Batalha de Zurique.
Ele continuou seu serviço em muitas batalhas da Revolução Francesa e das Guerras Napoleônicas, incluindo Hohenlinden em 1800 (na qual foi ferido), na região de Hanover (ganhando-o a promoção a Major General em 1803).

## As Guerras Napoleônicas
Como general da divisão, ele participou das campanhas de Napoleão de 1805 e 1806. Na Batalha de Austerlitz em 1805, sua divisão desempenhou um papel fundamental, e prestou um excelente serviço em Jena em 1806.
Em 1807, como chefe de gabinete de Lefebvre no cerco de Danzig (agora Gdańsk), ele negociou os termos da rendição. No mesmo ano, ele foi ferido no pé em Friedland.[carece de fontes] Após esta batalha, ele foi nomeado grande oficial da Legião de Honra, foi nomeado Conde d'Erlon e recebeu uma pensão. 
Após a conclusão da campanha do Danúbio de 1809, D'Erlon foi enviado como Chefe do Estado - Maior ao Marechal Lefebvre. Lefebvre estava no comando do VII Corpo (Bavarian) em ação na Rebelião Tirolesa contra a insurgência pró-austríaca liderada pelo estalajadeiro Andreas Hofer. Após o fracasso da segunda ofensiva aliada para retomar o Tirol, Lefebvre foi dispensado de seu comando por Napoleão por causa de seu fraco desempenho e péssimo relacionamento com os bávaros. D'Erlon recebeu o comando e, no final de novembro, pacificou a região e, no processo, formou um forte vínculo com seus subordinados bávaros.[citação necessária]
Nos seis anos seguintes, d'Erlon esteve quase continuamente engajado como comandante de um corpo do exército na Guerra Peninsular, na qual ele aumentou muito sua reputação de general capaz.[carece de fontes] Ele chegou à Península como comandante do IX Corpo de exército, e na passagem de Maia nos Pirenéus derrotou o General Hill britânico. Nas batalhas subsequentes da campanha de 1814, ele se distinguiu ainda mais.
Depois que Napoleão abdicou em 1814, d'Erlon transferiu sua lealdade à Casa de Bourbon junto com o resto do exército e recebeu o comando da 16ª divisão militar, mas logo foi preso por conspirar com o partido de Orléans, ao qual estava secretamente dedicado. Ele escapou e se juntou a Napoleão, que havia retornado do exílio na ilha de Elba. 

## Os Cem Dias
A antiga estrada romana e o Corpo de d'Erlon às 17h30 de 16 de junho.
Napoleão fez dele um par da França e deu-lhe o comando do I Corpo de exército, que fazia parte do Exército do Norte. Em 16 de junho de 1815, durante os primeiros grandes combates da Campanha de Waterloo, devido a ordens conflitantes, seu Corpo de exército passou o dia na Antiga Estrada Romana marchando indo e voltando entre as batalhas de Quatre Brás e Ligny sem se envolver em nenhuma das batalhas. Ele não foi, entretanto, responsabilizado por Napoleão. Se o I Corps tivesse se engajado em qualquer uma das batalhas, o resultado da campanha poderia ter sido diferente.
Dois dias depois, na Batalha de Waterloo, foi o seu Corpo de exército em formação de coluna que atacou a centro-direita aliada de La Haye Sainte a Papelotte às 13h30 e foi detido pelos veteranos da Guerra Peninsular de Picton, e depois atacado nos flancos pelos Cavalaria pesada britânica. Ele recuou com o resto do exército francês e lutou nas operações de cerco em torno de Paris. Após a rendição de Napoleão, d'Erlon exilou-se em Munique.[citação necessária]

## Serviço pós-napoleônico
Em 1825 ele foi anistiado por Charles X. Na Revolução de julho de 1830, ele apoiou os Juilletistes, e recebeu a Grande Ordem da Legião de honra de Louis-Philippe em 19 de novembro de 1831.[ carece de fontes] Em 1832 ele recebeu o comando da 12ª Divisão em Nantes. Mais tarde naquele ano, sua divisão suprimiu uma revolta vendeana e prendeu a duquesa de Berry. 
Em 1834, d'Erlon foi nomeado governador-geral da Argélia. Após a derrota do exército francês sob o comando do General Trezel na Batalha de Macta em 1835, D'Erlon foi chamado de volta à França e substituído.
A partir de 1837, ele retomou o comando da 12ª Divisão em Nantes, posição que ocupou até 1843, quando se mudou para Paris para se aposentar e recebeu o título de marechal da França em 9 de abril de 1843.[ carece de fontes] Ele morreu em 25 de janeiro de ano seguinte.

## Família
Em 1794, em Reims, d'Erlon casou-se com Marie-Anne de Rousseau (falecida em 1828), filha de Nicolas de Rousseau, um banqueiro, que ele conheceu através de Marie-Jeanne (Rousseau), esposa de seu irmão Jean-François Drouet. Enquanto em Reims, na manhã de seu casamento, ele foi informado de sua nomeação como ajudante de campo do general François Lefebvre. No dia de Natal de 1794, nasceu seu primeiro filho, um filho que foi batizado de Nicolas Adolphe. Em 1796 sua esposa teve seu segundo filho, uma filha: Marie-Anne Louise. Em 1800 mudou-se com a família para Paris, onde nasceu o seu terceiro filho, Aimé Napoleon François.[citação necessária]